# Gager
Gager is een voormalige gemeente in de Duitse deelstaat Mecklenburg-Voor-Pommeren. De gemeente maakte deel uit van het Landkreis Vorpommern-Rügen.
Gager telt  416 inwoners. Gager werd per 1 januari 2018 samengevoegd met de gemeentes Middelhagen en Thiessow tot de nieuwe gemeente Mönchgut.
De plaats bezit een jachthaven aan een natuurlijke baai.

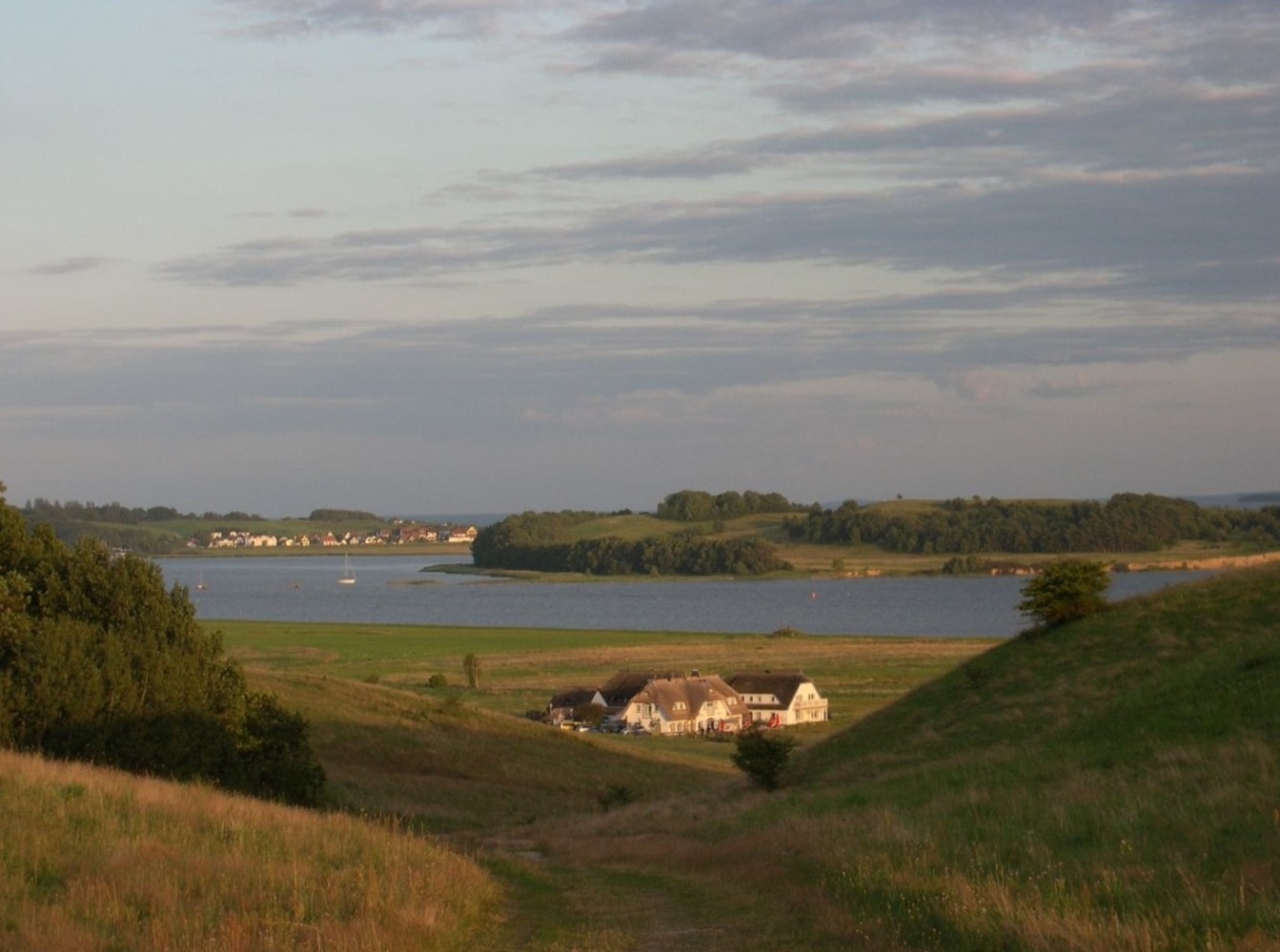